# MGP-15衝鋒槍
MGP-15是一款由秘鲁槍械製造商SIMA-CEFAR公司為秘鲁軍隊的特種部隊而研製和生產的冲锋枪，而主要改進的是較長的槍管和向前的彈匣，發射9×19公釐帕拉貝倫口徑手枪子彈。
其名稱的更改能夠反映在生產過程中的一些輕微的改動，最明顯的改動就是其槍口可以透過擰動的方式安裝消聲器。

## 歷史
MGP-15在1990年開始生產。 在裝備MGP-15後的秘鲁特種部隊後不久就開始取代白朗寧大威力半自動手枪（Browning Hi-Power）。

## 設計
和整個的MGP系列衝鋒槍一樣，MGP-15亦能夠使用原本來自烏茲衝鋒槍的可拆卸式彈匣。此槍亦提供可裝拆的折疊式槍托，其槍托摺疊時是沿著其機匣的右邊折疊，摺疊後的槍托可充當前握把使用。

## 衍生型

### MGP-84
MGP-84是MGP-15的升級版本。 主要是適合近身保護要人（Very important person）的用途。

### MGP-14
MGP-14是MGP-84的半自動射擊型戰鬥衝鋒槍版本，其中還有一個可折疊式前握把。也被稱為MGP-14 “微型” 或是MGP-14式手槍 在一段時間內，它又被稱為MGP-84C。

## 資料來源

## 外部連結
- （英文）—SIMA-CEFAR MGP-84 submachine gun （页面存档备份，存于）